# جورج كارفر
جورج كارفر (بالإنجليزية: George Carver)‏ (4 مايو 1879 في المملكة المتحدة - 1 أكتوبر 1912 في المملكة المتحدة) هو لاعب كريكت بريطاني (وحمل سابقاً جنسية المملكة المتحدة لبريطانيا العظمى وأيرلندا). لعب مع نادي مقاطعة سري للكريكت ‏.

## وصلات خارجية
- جورج كارفر على موقع إي آس بي آن كريك إنفو (الإنجليزية)